# 316039 Breizh
316039 Breizh este o planetă minoră (asteroid) din centura de asteroizi. A fost descoperită pe 14 aprilie 2009 la Vicques⁠(d) de Michel Ory⁠(d). 
Obiectul prezintă o orbită caracterizată de o semiaxă mare de 2,2034848347681 UAi, o excentricitate de 0,096277462773294, o înclinație de 6,6437483861296 ° în raport cu ecliptica.